# Lista de prefeitos de Toledo (Paraná)
Esta é a lista de prefeitos e vice-prefeitos do município brasileiro de Toledo, localizado na região Oeste do estado do  Paraná.
Sua emancipação ocorreu no dia 14 de dezembro de 1951, por meio da Lei Estadual n° 790, quando desmembrou-se de Foz do Iguaçu.
| Nº | Prefeito                                                | Partido      | Vice-prefeito                                                  | Início do mandato       | Fim do mandato         | Observações                                                                            |
| 1  | Ernesto Dall'Oglio (Veranópolis, 1919–Toledo, 2006)     | PTB          | —                                                              | 14 de dezembro de 1952  | 13 de dezembro de 1956 | Prefeito eleito                                                                        |
| 2  | Egon Pudell (Santa Rosa, 1929–Toledo, 2013)             | PSD          | —                                                              | 14 de dezembro de 1956  | 14 de dezembro de 1960 | Prefeito eleito                                                                        |
| 3  | Clécio Zenni (Santa Rosa,1930–Curitiba,1995)            |              | —                                                              | 17 de novembro de 1958  | 9 de dezembro de 1958  | Prefeito interino                                                                      |
| 4  | Willy Barth (Santa Cruz do Sul, 1906–Guaraniaçu, 1962)  | PTB          | —                                                              | 14 de dezembro de 1960  | 25 de outubro de 1962  | Prefeito eleito                                                                        |
| 5  | Ernesto Dall'Oglio (Veranópolis, 1919–Toledo, 2006)     | PTB          | José Ivo Alves da Rocha (Rebouças (Paraná), 1925–Toledo, 2012) | 25 de outubro de 1962   | 14 de dezembro de 1964 | Prefeito e vice eleitos em sufrágio universal do qual o vice tomou posse em 25.03.1964 |
| 6  | Avelino Campagnolo (Concórdia, 1926–Toledo, 2019)       | UDN          | Joaquim Piazza (??, ??–Toledo, 1988)                           | 14 de dezembro de 1964  | 31 de janeiro de 1969  | Prefeito e vice eleitos em sufrágio universal                                          |
| 7  | Egon Pudell (Santa Rosa, 1929–Toledo, 2013)             | ARENA        | Wilson Carlos Kuhn (Porto Alegre, ??–Cascavel, 2007)}}         | 31 de janeiro de 1969   | 31 de janeiro de 1973  | Prefeito e vice eleitos em sufrágio universal                                          |
| 8  | Wilson Carlos Kuhn (Porto Alegre, ??–Cascavel, 2007)    | ARENA        | Lamartine Braga Côrtes (Lapa, 1930–Toledo, 2015)               | 31 de janeiro de 1973   | 31 de janeiro de 1977  | Prefeito e vice eleitos em sufrágio universal                                          |
| 9  | Duílio Genari (Veranópolis, 1937–Toledo, 2023)          | ARENA        | Arnoldo (Venâncio Aires, 1929–Toledo, 2011)                    | 31 de janeiro de 1977   | 14 de maio de 1982     | Prefeito e vice eleitos em sufrágio universal                                          |
| 10 | Arnoldo Bohnen (Venâncio Aires, 1929–Toledo, 2011)      | PDS          | —                                                              | 15 de maio de 1982      | 31 de janeiro de 1983  | Vice-prefeito eleito no cargo de Prefeito                                              |
| 11 | Albino Corazza Neto                                     | PMDB         | Dalva Weinert Nogueira (??, 1934–??, 2004)                     | 1º de fevereiro de 1983 | 31 de dezembro de 1988 | Prefeito e vice eleitos em sufrágio universal                                          |
| 12 | Luiz Alberto de Araújo (??, 1938–Porto União, 2020)     | PMDB         | Rosali Maria Masiero de Campos (??, 1951–Toledo, 2024)         | 1º de janeiro de 1989   | 31 de dezembro de 1992 | Prefeito e vice eleitos em sufrágio universal                                          |
| 13 | Albino Corazza Neto                                     | PDT          | Ascânio José Butzge                                            | 1º de janeiro de 1993   | 31 de dezembro de 1996 | Prefeito e vice eleitos em sufrágio universal                                          |
| 14 | Derli Antônio Donin                                     | PPB          | Léo Inácio Anschau (PSDB)                                      | 1º de janeiro de 1997   | 31 de dezembro de 2000 | Prefeito e vice eleitos em sufrágio universal                                          |
| 14 | Derli Antônio Donin                                     | PP           | Léo Inácio Anschau (PSDB)                                      | 1º de janeiro de 2001   | 31 de dezembro de 2004 | Prefeito e vice reeleitos em sufrágio universal                                        |
| 15 | José Carlos Schiavinato (Iguaraçu, 1954–Brasília, 2021) | PP           | Lúcio de Marchi (PP)                                           | 1º de janeiro de 2005   | 31 de dezembro de 2008 | Prefeito e vice eleitos em sufrágio universal                                          |
| 15 | José Carlos Schiavinato (Iguaraçu, 1954–Brasília, 2021) | PP           | Lúcio de Marchi (PP)                                           | 1º de janeiro de 2009   | 31 de dezembro de 2012 | Prefeito e vice reeleitos em sufrágio universal                                        |
| 16 | Luis Adalberto Beto Lunitti Pagnussatt                  | PMDB         | Adelar José Holsbach (PDT)                                     | 1º de janeiro de 2013   | 31 de dezembro de 2016 | Prefeito e vice eleitos em sufrágio universal                                          |
| 17 | Lúcio de Marchi                                         | PP           | João Batista C. de Souza Furlan (PV)                           | 1º de janeiro de 2017   | 31 de dezembro de 2020 | Prefeito e vice eleitos em sufrágio universal                                          |
| 18 | Luis Adalberto Beto Lunitti Pagnussatt                  | MDB          | Ademar Lineu Dorfschmidt (Cidadania)                           | 1º de janeiro de 2021   | 31 de dezembro de 2024 | Prefeito e vice eleitos em sufrágio universal                                          |
| 19 | Mario César Costenaro                                   | REPUBLICANOS | Lúcio de Marchi (PP)                                           | 1° de janeiro de 2025   | 31 de dezembro de 2028 | Prefeito e vice eleitos em sufrágio universal                                          |